# Tødsø Sogn
Tødsø Sogn er et sogn i Morsø Provsti (Aalborg Stift).
I 1800-tallet var Erslev Sogn anneks til Tødsø Sogn. Begge sogne hørte til Morsø Nørre Herred i Thisted Amt. Tødsø-Erslev sognekommune blev ved kommunalreformen i 1970 indlemmet i Morsø Kommune.
I Tødsø Sogn ligger Tødsø Kirke.
I Tødsø Sogn findes følgende autoriserede stednavne:
- Bjørndrup (bebyggelse, ejerlav)
- Hyldig Gårde (bebyggelse)
- Mellerup (bebyggelse)
- Skavn (bebyggelse)
- Tødsø (bebyggelse, ejerlav)
- Vodstrup (bebyggelse, ejerlav)